# Лозорне
Лозорне (словац. Lozorno) — село, громада округу Малацки, Братиславський край, південно-західна Словаччина, регіон Загоріє. Кадастрова площа громади — 44,79 км².
Населення 3043 особи (станом на 31 грудня 2017 року).

## Географія
Протікає Сухий потік.

## Історія
Лозорне згадується в 1589 році.

## Населення
| Рік:            | 1994. | 2004.    | 2014.   | 2024.   |
| --------------- | ----- | -------- | ------- | ------- |
| Кількість осіб: | 2545  | 2805     | 2960    | 3158    |
| Різниця:        |       | +10,21 % | +5,52 % | +6,68 % |

| Рік:            | 2023. | 2024.   |
| --------------- | ----- | ------- |
| Кількість осіб: | 3174  | 3158    |
| Різниця:        |       | -0,50 % |